# Antoine Sablière-La-Condamine
Antoine Sablière-La-Condamine est un homme politique français né le 1er octobre 1724 à Saint-Romans (Isère) et décédé le 12 novembre 1817 à Saint-Romans. 
Médecin, maire de Saint-Romans, il est député de l'Isère de 1791 à 1792, siégeant dans la majorité.